# ازارسی حاتم
ازارسی حاتم، روستایی از توابع بخش بندپی غربی شهرستان بابل در استان مازندران در ایران است.

## جمعیت
این روستا در خوش‌رود قرار داشته و براساس آخرین سرشماری مرکز آمار ایران که در سال ۱۳۸۵ صورت گرفته، جمعیت آن ۸۸نفر (۲۴خانوار) بوده است.